# Homonymrim
Homonymrim är rim baserade på ordpar med samma uttal men olika betydelse som till exempel svenskans världen - värden eller färja - färga. Ordpar som både stavas och uttalas lika som verbet visa och substantivet visa kan också utgöra homonymrim. Homonymrim är egentligen inte rim i traditionell mening då de två orden i ett homonymrim ljudmässigt är identiska i sin helhet och inte bara i den del av orden som följer efter den inledande stavelsen, som i det traditionella rimmet orkar - korkar.